# Berg im Drautal
Berg im Drautal é um município da Áustria localizado no distrito de Spittal an der Drau, no estado de Caríntia.